# 阿其克库勒湖
37°05′N 88°24′E / 37.083°N 88.400°E
阿其克库勒湖（維吾爾語： ئاچچىق كۆل ‎，拉丁维文：Achchiq köl,  ，“苦湖”之意），位于新疆巴音郭楞蒙古自治州若羌县东南部，昆仑山北麓，阿尔金山自然保护区境内，为一内陆咸水湖。面积约350平方千米，湖面海拔4240米，平均水深8米，最深处达25米，有阿其克库勒河等注入。
阿其克库勒湖地区属高原盆地气候，年降水150毫米，湖区风光优美，是野牦牛、藏野驴、藏羚等珍稀动物的栖息地。